# Край света (фильм, 2021)
«Край света» (англ. Edge of the World) — историко-приключенческий фильм режиссёра Майкла Хауссмана совместного производства США, Великобритании, Малайзии и Китая, рассказывающий о жизни белого раджи Саравака Джеймса Брука и отчасти основанный на романе Джозефа Конрада «Лорд Джим». Главные роли в нём сыграли Джонатан Рис-Майерс, Доминик Монаган, Ханна Нью, Бронт Паларэ, Само Рафаэль, Атика Хасихолан.

## Сюжет
Главный герой фильма — англичанин Джеймс Брук, который прибывает на Саравак и там оказывает ценные услуги султану Борнео в борьбе с мятежниками. В благодарность султан делает его раджой Саравака. Бруку приходится вести жестокую войну с новыми врагами, в ходе которой он теряет друга, полковника Артура Крукшанка. В итоге Брук побеждает и основывает династию.

## В ролях
| Актёр               | Роль                                   |
| ------------------- | -------------------------------------- |
| Джонатан Рис Майерс | сэр Джеймс Брук                        |
| Доминик Монаган     | полковник Артур Крукшанк               |
| Атика Хасихолан     | принцесса Фатима                       |
| Джози Хо            | мадам Лим                              |
| Ханна Нью           | Элизабет Крукшанк, жена Артура         |
| Бронт Паларэ        | наследный принц Макота                 |
| Само Рафаэль        | наследный принц Бадаруддин             |
| Ральф Айнесон       | сэр Эдвард Бич, капитан                |
| Отто Фаррант        | Чарльз «Чарли» Брук, племянник Джеймса |
| Шахейзи Сам         | Субу                                   |
| Ван Ханафи Су       | Омар Али Сайфуддин II, султан Брунея   |

## Создание и релиз
Председатель правления и главный исполнительный директор компании Margate House Films Роб Эллин заинтересовался биографией Джеймса Брука, прочитав в 2009 году роман Джорджа Фрейзера и иллюстрированную книгу «Белый раджа Саравака». К 2013 году был написан сценарий, получивший название «Белый раджа». Эллин сам спродюсировал фильм вместе с сыновьями Конором и Джейком, а также с Джози Хо и Конвоем Чаном. Режиссёром стал Майкл Хауссман, роль Брука получил Джонатан Рис Майерс, друга главного героя, полковника Крукшанка, сыграл Доминик Монаган.
Джейсон Брук, представлявший фонд Brooke Heritage Trust, убедил Эллина в том, что снимать фильм нужно в Сараваке, а не в Индонезии, и открыл ему доступ к семейным архивам. В сентябре 2016 года правительство Саравака одобрило съёмки и выдало субсидию в 39,01 млн ринггитов. Позже бюджет вырос до 48,57 млн ринггитов (15 млн долларов США). Национальная корпорация по развитию кино Малайзии предоставила дополнительные льготы. Основные съёмки проходили в Сараваке в сентябре — октябре 2019 года при поддержке местного Совета по туризму, причём к тому моменту проект назывался просто «Раджа». В феврале 2021 года появилось окончательное название — «Край света».
4 июня 2021 года фильм вышел в американский прокат, 21 июня состоялся цифровой релиз и релиз на DVD (дистрибьютером стала компания Samuel Goldwyn Films). «Край света» стал фильмом открытия на 5-м Международном кинофестиваля в Малайзии.

## Оценки
На сайте-агрегаторе отзывов Rotten Tomatoes «Край света» получил рейтинг 56 % со средней оценкой 5.5/10. Критики с этого ресурса признали, что картина эффектно показывает колониализм викторианской эпохи. На сайте Metacritic фильм получил 42 балла из 100, что указывает на «смешанные или средние отзывы». Некоторые критики увидели в «Крае света» сходство с «Апокалипсисом сегодня» — особенно во взаимодействии между Бруком (капитан Уиллард) и Макотой (полковник Курц).
Фуонг Ле в рецензии для Guardian написала, что в фильме «не удалось раскрыть сложность захватывающего сюжета», а «байопик о белом спасителее Брук кажется устаревшим». Один из сыгравших в картине актёров Джейми Буш рассказал, что сюжет «Края света» не соответствует реальным событиям, но министр туризма, креативной индустрии и исполнительских искусств Саравака Абдул Карим Хамза ответил на это, что к фильму не стоит относиться как к документальному. Саравакский кинорежиссёр Эдгар Он констатировал, что «Край света» собрал не слишком хорошую кассу, но продемонстрировал уверенность в том, что картина «найдёт свою нишу благодаря телевизионным просмотрам».